# Tobias Preuß
Tobias Preuß (* 3. August 1988 in Berlin) ist ein ehemaliger deutscher Wasserballspieler.
Tobias Preuß begann seine Laufbahn beim Verein Wasserfreunde Spandau 04. Von 2010 an studierte er an der University of Southern California und spielte für deren Sportteam USC Trojans. Mit den Trojans war er dreimal Collegemeister. Nach seiner Rückkehr spielte er für Spandau und für Waspo 98 Hannover. Mit Spandau gewann er sieben deutsche Meistertitel, 2018 siegte er mit Hannover. 2020 und 2021 folgten zwei weitere Meistertitel mit Hannover. Außerdem erreichte er mit den Wasserfreunden Spandau 04 in der Saison 2006 das Halbfinale der LEN-Trophy, wie auch jeweils 2019 und 2021 das Finalturnier der LEN Championsleague mit SG W98/Waspo Hannover.
2007 debütierte Preuß in der deutschen Wasserballnationalmannschaft, sein erster Erfolg war ein sechster Platz bei der Weltmeisterschaft in Rom. 2018 belegte der Rechtsaußen mit der Nationalmannschaft den vierten Platz in der Weltliga und 2019 den achten Platz bei der Weltmeisterschaft in Gwangju.
Preuß schloss sein Studium in Kalifornien mit einem Bachelor in Psychologie ab und machte dann später in Deutschland seinen Master. 2021 beendete er seine sportliche Laufbahn und stieg als Berater in eine Organisationsberatung ein. Schon während seine Karriere wurde er zum Athletenvertreter gewählt und ist seit Oktober 2021 Vizepräsident von Athleten Deutschland e. V., der unabhängigen Interessenvertretung deutscher Kadersportler und Mitglied der Athletenkommission des Deutschen Olympischen Sportbund (DOSB). Er ist verheiratet mit der Leichtathletin Ruth Sophia Spelmeyer-Preuß.